# Cryptocarya cavei
Cryptocarya cavei är en lagerväxtart som beskrevs av M.Gangop. & Chakrab.. Cryptocarya cavei ingår i släktet Cryptocarya och familjen lagerväxter. Inga underarter finns listade i Catalogue of Life.